# قلعة السهلة (قفل شمر)

تعديل مصدري - تعديل

قلعة السهلة هي إحدى قرى عزلة المخلاف بمديرية قفل شمر التابعة لمحافظة حجة، بلغ تعداد سكانها 18 نسمة حسب تعداد اليمن لعام 2004.